# 四川旅游学院
四川旅游学院（Sichuan Tourism University，SCTU）是四川省人民政府主办的全日制普通本科高校。学校坚持“应用型、特色化、开放式”的办学理念，不断深化教育教学改革，提高教育教学质量，传承中国优秀旅游文化，服务现代旅游业发展，培养适应社会经济发展和旅游业需要的技术技能型人才。

## 学院简介
四川旅游学院现有教师近1000人，现有教职工近1000人，专任教师中具有高级职称教师占41%，博士占比24%。其中，国家高层次人才特殊支持计划哲学社会科学领军人才、国务院政府特殊津贴、全国技术能手、国家级技能大师工作室领办人、全国劳动模范、全国五一劳动奖章、全国优秀教师10人；教育部教指委委员、文化和旅游部万名旅游英才计划4人；“天府青城计划”领军人才与天府工匠、“天府峨眉计划”创业人才、四川省学术和技术带头人及后备人选、四川省有突出贡献的优秀专家、四川省教学名师、四川省优秀教师、四川省“四有”好老师、四川工匠、四川省非遗代表性传承人、四川省技术能手、四川省教指委委员，四川省乡村旅游培训、规划策划专家、文化和旅游专家、旅游青年专家，四川省五一劳动奖章、四川青年五四奖章、四川省三八红旗手、四川省十佳运动员100余人次；中国食品安全专家、非遗专家、烹饪大师、烘焙大师、天府名厨、成都川菜烹饪青年名厨、驿都工匠等行业知名专家人才40余人次。
学校现有北巷子校区、清江路校区、青羊校区和龙泉校区。主校区位于四川省成都市龙泉驿区红岭路459号，占地面积700多亩。校园环境优美，已建成国家AAA级旅游景区——休闲美食文化园，将校园和旅游景区完美的融为一体，为学生提供优良的学习生活环境。
学校建有川菜产业化和国际化协同创新中心、川藏旅游产业竞争力提升协同创新中心、国家职业技能鉴定所、高等教育研究所、西部旅游发展研究中心、川菜发展研究中心、欧美饮食文化研究中心、休闲农业与乡村旅游研究设计中心等多个研究机构，教学能力和研究能力受到社会的广泛好评。

## 教学机构
学校设有烹饪与食品科学工程学院、希尔顿酒店管理学院、运动与休闲学院、旅游文化产业学院、经济管理学院、信息与工程学院、外国语学院、艺术设计学院、大健康产业学院、大数据与统计学院、继续教育学院、马克思主义学院、创新创业学院、国际教育学院14个二级学院。学校开设有烹饪与营养教育、烹饪与餐饮管理、食品科学与工程、食品质量与安全、酿酒工程、酒店管理、人力资源管理、休闲体育、旅游管理、会展经济与管理、文化产业管理、信息管理与信息系统、数字媒体技术、建筑电器与智能化、环境设计、工业设计、风景园林、商务英语、日语、法语、会计学、物流工程、贸易经济等33个本科专业，同时开办有烹饪工艺与营养、西式烹饪工艺、高尔夫球运动与管理等多个专科专业。 形成了以管理学、工学为主，兼顾文学、教育学、艺术学、经济学、理学等多学科交叉支撑与协调发展的总体布局，构建了“大旅游”学科专业群体系。现有在校生10000余人。